# Graafschap Montaigu

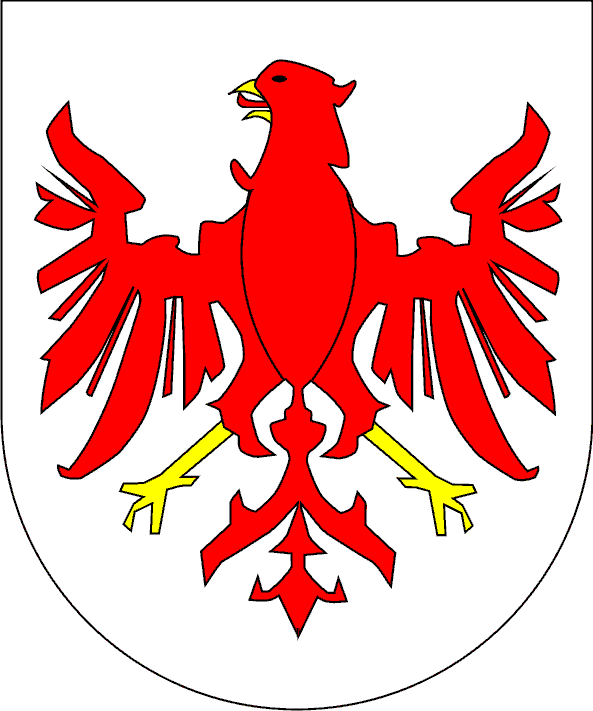
Wapenschild van de heren van Montaigu

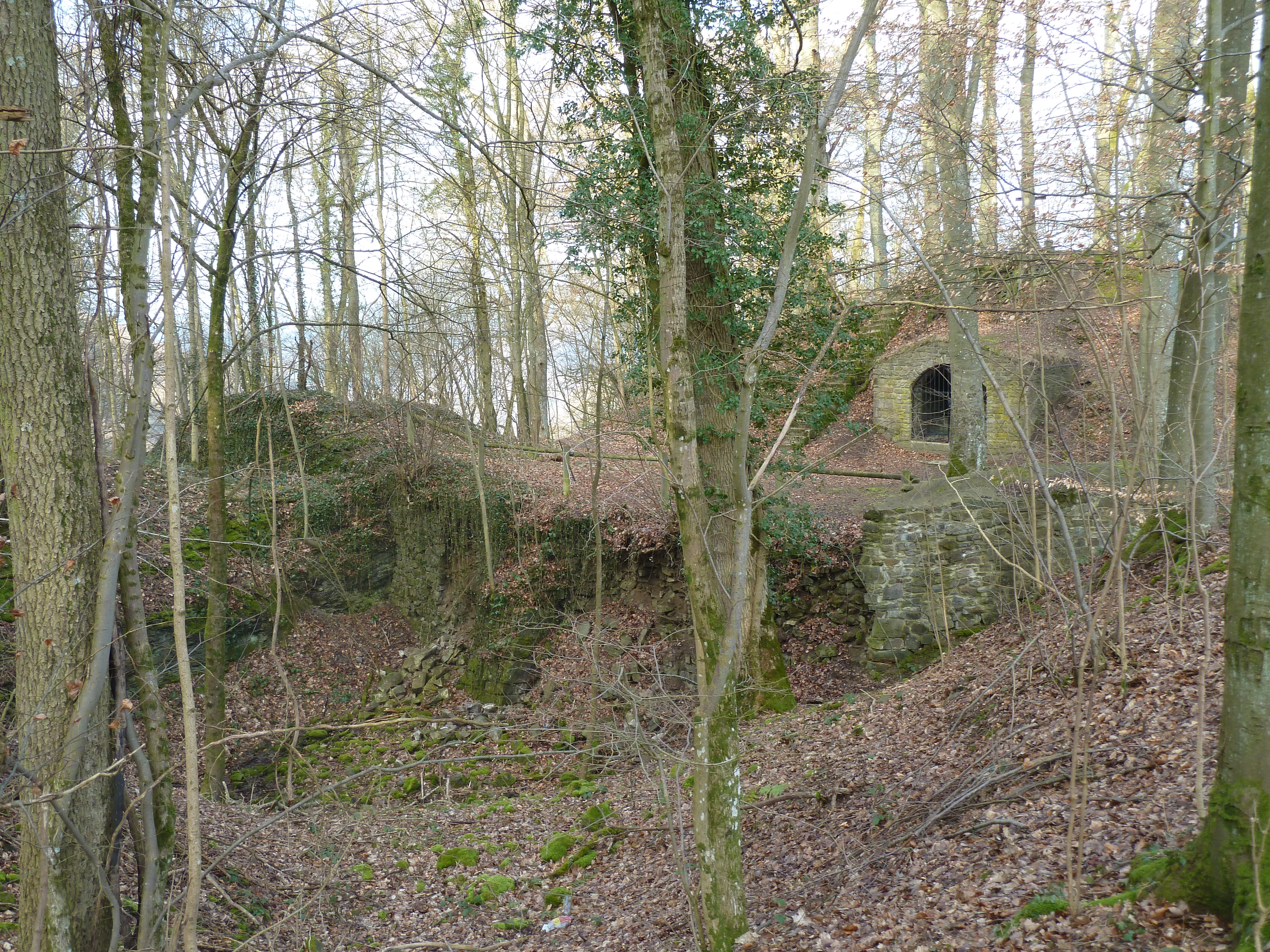
Resten van het grafelijk kasteel van Montaigu, nabij Marcourt in Belgisch Luxemburg.
Heden zijn er de kluizenarij en kapel van Sint-Thibaut

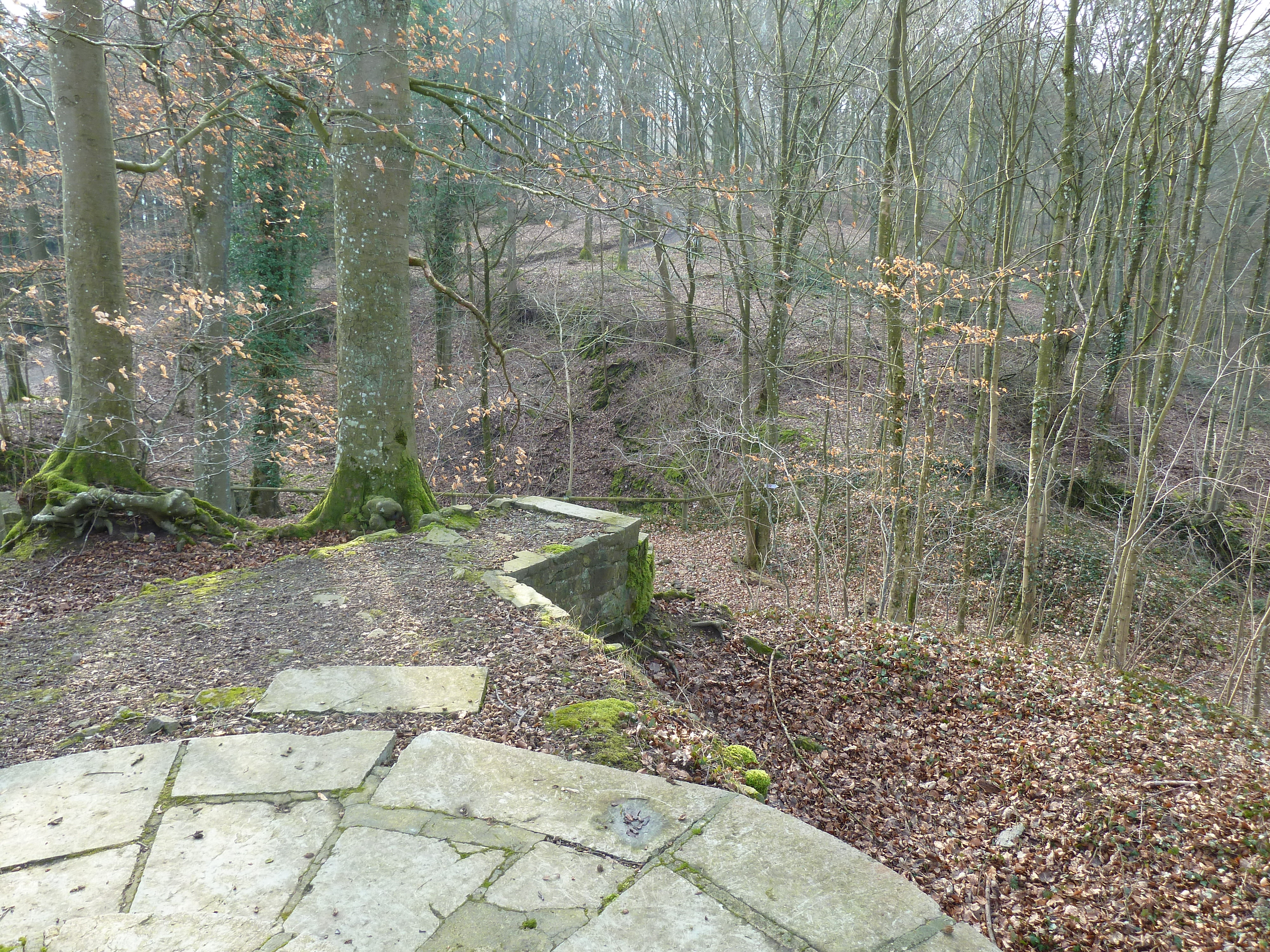

Het graafschap Montaigu (11e eeuw – 12e eeuw) was een graafschap in het hertogdom Neder-Lotharingen, wat zelf een vorstendom was in het Heilige Roomse Rijk.
Het grafelijk kasteel was gelegen op de linkeroever van de rivier de Ourthe; het stond op een hoogte die uitkeek boven de vallei van de Ourthe. Op de rechteroever was het dorp Marcourt, vandaag een plaats in de gemeente Rendeux, in Belgisch Luxemburg. Van het kasteel resteren ruïnes; er zijn fundamenten en muurresten terug te vinden in de kluizenarij en in de kapel van Sint-Thibaut, hoog op de heuvel net buiten Marcourt.
Op zijn hoogtepunt bezat het graafschap naast het dorp Marcourt de volgende gebiedjes: het graafschap en dorp Clermont-sous-Huy, aan de Maas tussen Hoei en Luik; de heerlijkheid Rochefort; de heerlijkheid Geldenaken; het graafschap Duras (bij Sint-Truiden). Via het graafschap Duras oefenden de graven van Montaigu het vice-beschermheerschap uit over de abdij van Sint-Truiden. Het hoge beschermheerschap van Sint-Truiden lag overigens bij de hertogen van Limburg. Tijdelijk oefende de graven van Montaigu ook het beschermheerschap uit over de abdij van Flône, langsheen het kleine riviertje de Flône, zijrivier van de Maas.
Kerkelijk behoorde het graafschap Montaigu tot het bisdom Luik, en dus tot de kerkprovincie van de aartsbisschop van Keulen. Verschillende telgen uit dit grafelijk huis Montaigu waren kanunnik in de bisschopsstad Luik.

## Enkele graven
- De eerste graaf van Montaigu was Gozelo van Montaigu, overleden in het jaar 1064. Historici gaan ervan uit dat deze Gozelo beleend werd met Montaigu via zijn vrouw. Zij was verwant met Gozelo van Bouillon.[4] Zijn naamgenoot was de invloedrijke graaf van de Ardennengouw en de Bidgouw, en hield residentie in Bouillon.
- Lambert van Montaigu (1097-1140) voegde het graafschap Clermont(sous-Huy) toe aan Montaigu.
- Godfried van Montaigu (1140-1161) voegde het graafschap Duras toe, iure uxoris, door zijn huwelijk met Juliana, gravin van Duras.[5] Hun oudste zoon, Gilles van Montaigu, bestuurde het geheel. Gilles stichtte de abdij van Val-Saint-Lambert.
- Wery II en Thierry I van Walcourt. Deze vader en zoon waren de laatste graven van Montaigu. Deze heren van Walcourt doekten het graafschap Montaigu op, of wat er nog van over bleef. Het Huis Walcourt droeg in de 15e eeuw hun rechten op Montaigu over aan het Huis van der Mark, een adellijk geslacht in het Rijnland.